# دروازه قاتلان

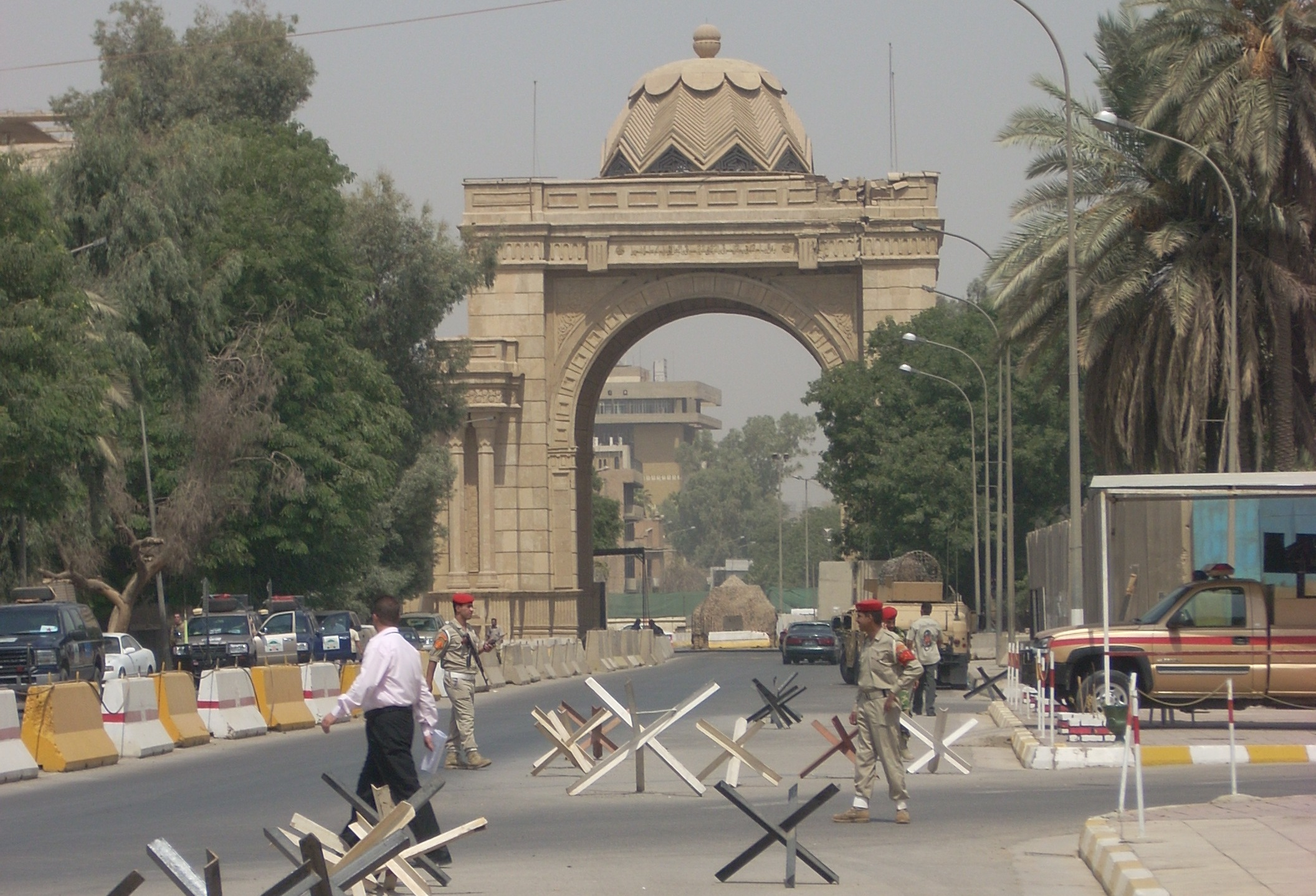
نمایی از دروازه قاتلان، منطقه سبز بغداد - ۲۰۰۹

دروازه قاتلان یا دروازه تروریست‌ها (به انگلیسی: Assassins' Gate) یکی از چهار مدخل اصلی منطقه سبز بغداد است.